# Laura Gauché
Laura Gauché, née le 4 mars 1995 à Moûtiers, est une skieuse alpine française. Spécialiste des épreuves de vitesse, elle prend part à la coupe du monde de ski alpin depuis 2016. Elle monte sur son premier podium en coupe du monde en février 2023 à la suite de sa 3e place à la descente de Cran Montana. Elle est étudiante à l'université de Savoie.

## Biographie

### Débuts
Laura Gauché a grandi à Tignes, où son père était moniteur de ski, et où sa mère exerçait le métier de pisteur. Ses parents gèrent également la base nautique d'Antibes où Laura pratique le ski nautique.
En 2008, elle remporte la Topolino en Slalom Géant (officieux championnat du monde des moins de 13 ans)  à Panarotta/Levivo (Italie). Elle remporte la même année les titres de Championne de France Benjamine du Super G et du Combiné.
En 2011, elle est Vice-Championne de France Cadette de Descente.
En Février 2012, à l'âge de 16 ans, elle fait ses débuts en Coupe d'Europe à Jasná, et elle remporte la même année le titre de Vice-Championne de France Cadette de Descente.
En Décembre 2012, elle marque ses premiers points en Coupe d'Europe à Saint-Moritz et elle devient en 2013 Vice-Championne de France Cadette U18 de Super G.
Fin 2013, elle accède à l’équipe de France B, et dispute sa première épreuve de coupe du Monde le 11 janvier 2014 à Altenmarkt/Zauchesee en (Autriche) en Descente, à l’âge de 18 ans.
En Février 2016, elle obtient une belle deuxième place en Coupe d'Europe au Super G de Davos. Elle fait deux Top 10 aux Championnats du monde juniors en Super G et Combiné à Sotchi et elle devient Championne de France Junior U21 de Super G le 25 mars 2016 aux Menuires.

### Saison 2016-2017
Le 22 janvier 2017, elle marque ses premiers points en Coupe du Monde dans le Super G de Garmisch-Partenkirchen (Allemagne). Le 26 janvier, elle obtient à nouveau une seconde place en Coupe d'Europe au Super G de Davos. Elle prend la troisième place des Championnats de France Elite de descente en 2017 à Tignes.

### Saison 2017-2018
En 2017-2018, elle dispute toutes les épreuves de la Coupe du Monde en Super G, Descente et Combiné, et réalise quatre top-20 sur les trois disciplines.
En 2018, elle participe pour la première fois aux Jeux olympiques,, à Pyeongchang. Elle finit 22e de la descente le 21 février 2018. Le lendemain, elle termine 12e et première Française du combiné le 22 février 2018,,.

### Saison 2018-2019
Elle intègre l'équipe de France A dans le groupe Vitesse.
Avec de moins bons résultats que la saison précédente, elle n'obtient pas sa qualification pour les Championnats du Monde. Victime d'une blessure au genou, elle met fin prématurément à sa saison fin février.

### Saison 2019-2020
De retour de blessure, elle vit une saison de Coupe du monde difficile. Son meilleur résultat est une 18e place au combiné de Crans Montana. Elle prend aussi une bonne 13e dans le super G du combiné d'Altenmarkt.
Sa saison prend fin début mars avec l’arrêt des compétitions de ski en raison de la pandémie de maladie à coronavirus.

### Saison 2020-2021
Le 18  décembre, elle se blesse sur la descente de Val d'Isère. Elle est de retour le 9 janvier pour les épreuves de Saint-Anton et y réalise d'encourageantes performances en prenant la 25e place de la descente et la 20e du super G.
Mi-janvier, elle prend la 4e place de la descente de Coupe d'Europe de Crans Montana. Le 24 janvier elle réalise son 1er top-15 en Coupe du monde en obtenant une bonne 14e place dans le  super G de Crans Montana.
En février, elle est sélectionnée pour disputer ses premiers championnats du monde à Cortina d'Ampezzo. Elle y prend la 26e place du super G et la 20e de la descente. Dans le combiné, elle prend une remarquable 7e place (avec une excellente 6e place dans le slalom du combiné).
Fin mars elle prend la 3e place des Championnats de France de descente à Châtel (après avoir remporté le prologue la veille). Le lendemain elle est Vice-championne de France du combiné, à seulement 2 centièmes de seconde de Doriane Escané.

### Saison 2021-2022
Début décembre elle réalise 2 tops-20 dans les deux Super-G de Saint-Moritz. Le 12 décembre elle obtient son premier top-15 en descente de Coupe du monde en prenant une bonne 14e place à Val d'Isère sur la piste Oreiller-Killy, suivie le lendemain d'une 17e place dans le super G sur cette même piste. Le 16 janvier 2022, elle signe la meilleure performance de sa carrière en prenant la cinquième place du Super-G de Zauchensee à égalité de temps avec sa compatriote Tessa Worley.
Elle dispute ses seconds Jeux olympiques, à Pékin. Elle y réalise de bonnes performances avec une 8e place dans le combiné, une 10e place en descente et une 12e en super G.
Après les Jeux, elle se classe encore 2 fois dans le top-10 en Coupe du monde en prenant une bonne 9e place dans le super G de Lenzerheide (remporté par Romane Miradoli), ainsi qu'une 8e du super G des finales à Courchevel. Elle termine à la 19e place du classement de la Coupe du monde de super G.
Fin mars à Auron, elle devient Vice-championne de France de descente et de super G, derrière Romane Miradoli. Elle prend aussi la 3e place du combiné.

### Saison 2022-2023
A mi-janvier 2023, elle signe son premier top-10 de la saison de coupe du monde dans le super G de Saint-Anton, suivi la semaine suivante d'une belle 7e place sur la descente de Cortina d'Ampezzo. 
En février elle participe à ses seconds championnats du monde, à Méribel. Elle se classe à nouveau 7e du combiné (comme en 2001 à Cortina d'Ampezzo) et prend la 12e place de la descente et la 14e du super G. 
Le 26 février 2023, ç'est avec beaucoup d'émotion qu'elle monte à 27 ans sur son premier podium de coupe du monde en se classant 3e de la descente de Crans Montana derrière Sofia Goggia et Federica Brignone,. Cela faisait 10 ans qu'aucune française n'était montée sur un podium de coupe du monde de descente. 
Elle termine la saison de belle manière lors des finales en Andorre avec une 9e place en descente et une 11e en super G.

### Saison 2023-2024
En janvier, elle réalise 2 topts-10 à Altenmarkt en se classant 7e du super G et 9e de la descente. Le 27 janvier, elle frôle le podium en prenant une très belle 4e place dans la descente de Cortina d'Ampezzo. A mi-février, elle se blesse le genou lors de l'entrainement de la descente de Crans Montana. Malgré sa souffrance elle réalise deux nouveaux tops-10 en prenant la 9e place de la descente et la 10e du super G de Crans Montana. Début mars elle est touchée à la hanche lors d'une chute au second super G de Kvitfjell. Avec ses 5 tops-10, elle améliore ses meilleurs classements en coupe du monde avec une 17e place au classement général de la descente et une 18e à celui du super G. Mais son genou a encore souffert lors du super G des finales de Saalbach, et aussitôt après la fin de la coupe du monde, elle se fait opérer le 25 mars.

### Saison 2024-2025
De retour d'opération du genou, elle obtient ses meilleurs résultats en coupe du monde sur la descente de Cortina d'Ampezzo avec une 12e place en janvier et sur le super G de La Thuile avec une 11e place en mars. En février, elle dispute des troisièmes championnats du monde à Saalbach. Elle s'y classe 13e du super G, 20e de la descente et 13e du combiné par équipe (elle forme l'équipe de France 1 avec Marie Lamure). Début avril à Méribel, elle est à nouveau vice-championne de France de descente et super G derrière Romane Miradoli,.

## Palmarès

### Jeux olympiques
| Épreuve / Édition   | Descente | Super G | Combiné |
| ------------------- | -------- | ------- | ------- |
| JO 2018 Pyeongchang | 22e      | -       | 12e     |
| JO 2022 Pékin       | 10e      | 16e     | 8e      |

### Championnats du monde
| Édition / Epreuve                | Descente | Super G | Combiné | Combiné par équipe |
| Mondiaux 2021 Cortina d'Ampezzo  | 20e      | 26e     | 7e      | -                  |
| Mondiaux 2023 Courchevel-Méribel | 12e      | 14e     | 7e      | -                  |
| Mondiaux 2025 Saalbach           | 20e      | 13e     | -       | 13e                |

### Coupe du monde
- Meilleur classement au Général : 30e en 2023-2024 avec 293 points
- Meilleur classement de Descente: 17e en 2023-2024 avec 161 points
- Meilleur classement de Super G : 18e en 2023-2024 avec 132 points
- Meilleur classement de Combiné : 25e en 2017-2018 avec 19 points

- Meilleur résultat sur une épreuve de Coupe du monde de Super G : 5e à Zauchensee le 16 janvier 2022 [43]
- Meilleur résultat sur une épreuve de Coupe du monde de Descente : 3e à Crans Montana le 26 février 2023
- Meilleur résultat sur une épreuve de Coupe du monde de Combiné : 17e à Lenzerheide le 26 janvier 2018 [44]

- 146 épreuves de Coupe du Monde disputées (à fin mars 2025)
- 12 tops-10 dont un podium

#### Classements
| Saison / Épreuve | Saison / Épreuve | Général | Général | Descente | Descente | Super G | Super G | Géant  | Géant  | Slalom | Slalom | Combiné | Combiné |
| ---------------- | ---------------- | ------- | ------- | -------- | -------- | ------- | ------- | ------ | ------ | ------ | ------ | ------- | ------- |
| Saison / Épreuve | Saison / Épreuve | Class.  | Points  | Class.   | Points   | Class.  | Points  | Class. | Points | Class. | Points | Class.  | Points  |
| 2017             | 2017             | 102e    | 19      | -        | -        | 46e     | 11      | -      | -      | -      | -      | 45e     | 8       |
| 2018             | 2018             | 65e     | 94      | 36e      | 26       | 30e     | 49      | -      | -      | -      | -      | 25e     | 19      |
| 2019             | 2019             | 100e    | 22      | 43e      | 9        | 38e     | 13      | -      | -      | -      | -      | -       | -       |
| 2020             | 2020             | 97e     | 25      | -        | -        | 47e     | 8       | -      | -      | -      | -      | 26e     | 17      |
| 2021             | 2021             | 64e     | 61      | 37e      | 17       | 28e     | 44      | -      | -      | -      | -      | -       | -       |
| 2022             | 2022             | 37e     | 238     | 28e      | 86       | 19e     | 152     | -      | -      | -      | -      | -       | -       |
| 2023             | 2023             | 36e     | 247     | 18e      | 150      | 22e     | 93      | -      | -      | -      | -      | -       | -       |
| 2024             | 2024             | 30e     | 293     | 17e      | 161      | 18e     | 132     | -      | -      | -      | -      | -       | -       |
| 2025             | 2025             | 49e     | 124     | 24e      | 55       | 26e     | 69      | -      | -      | -      | -      | -       | -       |

### Championnats du Monde Juniors
| Épreuve / Édition       | Descente | Super G | Slalom géant | Slalom | Combiné |
| Mondiaux 2013 Le Massif | 20e      | 25e     | -            | -      | -       |
| Mondiaux 2014 Jasna     | 24e      | 13e     | -            | -      | 28e     |
| Mondiaux 2015 Hafjell   | 21e      | 25e     | -            | -      | Ab.     |
| Mondiaux 2016 Sotchi    | 19e      | 10e     | 13e          | -      | 10e     |

### Coupe d'Europe
9 Top ten dont 2 podiums :
- 2e place en  Super G[45] le 4 février 2016 à Davos.
- 2e place en Super G[46],[47] le 26 janvier 2017 à Davos.

#### Classements
| Saison / Épreuve | Saison / Épreuve | Général | Général | Descente | Descente | Super G | Super G | Géant  | Géant  | Slalom | Slalom | Combiné | Combiné |
| ---------------- | ---------------- | ------- | ------- | -------- | -------- | ------- | ------- | ------ | ------ | ------ | ------ | ------- | ------- |
| Saison / Épreuve | Saison / Épreuve | Class.  | Points  | Class.   | Points   | Class.  | Points  | Class. | Points | Class. | Points | Class.  | Points  |
| 2013             | 2013             | 92e     | 57      | 18e      | 57       | -       | -       | -      | -      | -      | -      | -       | -       |
| 2014             | 2014             | 40e     | 230     | 15e      | 105      | 11e     | 125     | -      | -      | -      | -      | -       | -       |
| 2015             | 2015             | 72e     | 91      | 18e      | 43       | 25e     | 35      | -      | -      | -      | -      | 32e     | 13      |
| 2016             | 2016             | 55e     | 160     | 35e      | 30       | 8e      | 130     | -      | -      | -      | -      | -       | -       |
| 2017             | 2017             | 50e     | 162     | 40e      | 33       | 13e     | 109     | -      | -      | -      | -      | 30e     | 20      |
| 2018             | 2018             | 87e     | 70      | 29e      | 38       | 37e     | 32      | -      | -      | -      | -      | -       | -       |
| 2019             | 2019             | 124e    | 32      | 40e      | 32       | 13e     | 109     | -      | -      | -      | -      | -       | -       |
| 2020             | 2020             | 144e    | 13      | -        | -        | 54e     | 13      | -      | -      | -      | -      | -       | -       |
| 2021             | 2021             | 86e     | 50      | 15e      | 50       | -       | -       | -      | -      | -      | -      | -       | -       |

### Championnats de France

#### Elite
| Édition / Epreuve                                        | Descente | Super-G | Slalom géant | Slalom  | Super combiné |
| -------------------------------------------------------- | -------- | ------- | ------------ | ------- | ------------- |
| Championnats 2011 Mont-Dore/Tignes                       | 16e      | Abandon | 39e          | -       | 29e           |
| Championnats 2012 L'Alpe d'Huez                          | 15e      | 17e     | 31e          | 20e     | 17e           |
| Championnats 2013 Peyragudes                             | 15e      | 7e      | 23e          | Abandon | -             |
| Championnats 2014 Méribel                                | -        | -       | Abandon      | Abandon | -             |
| Championnats 2015 Tignes/Serre-Chevalier                 | 6e       | 44e     | 11e          | -       | -             |
| Championnats 2016 Les Menuires                           | 8e       | 7e      | 10e          | -       | -             |
| Championnats 2017 Tignes/Val Thorens/Lélex               | Bronze   | 4e      | -            | -       | Abandon       |
| Championnats 2018 Châtel                                 | 5e       | 6e      | 6e           | -       | -             |
| Championnats 2019 Auron                                  | -        | -       | -            | -       | -             |
| Championnats 2020 Val Thorens                            | annulée  | annulé  | annulé       | annulé  | annulé'       |
| Championnats 2021 Châtel / Saint-Jean-d'Aulps / Les Gets | Bronze   | 5e      | 15e          | -       | Argent        |
| Championnats 2022 Auron                                  | Argent   | Argent  | 9e           | -       | Bronze        |
| Championnats 2023 Les Orres                              | Abandon  | Abandon | -            | -       | -             |
| Championnats 2025 Méribel                                | Argent   | Argent  | -            | -       | -             |

#### Jeunes
3 titres de Championne de France

##### Juniors U21 (moins de 21 ans)
2016 aux Menuires :
- Championne de France de Super G
- Vice-Championne de France de Slalom Géant
- 3e des championnats de France de Descente

##### Cadettes U18 (moins de 18 ans)
2013 à Peyragudes :
- Vice-Championne de France de Super G
- 3e des championnats de France de Descente

##### Cadettes (moins de 17 ans)
2012 à L'Alpe d'Huez :
- Vice-Championne de France de Descente
- 3e des championnats de France de Super G
- 3e des championnats de France de Slalom Géant
- 3e des championnats de France de Combiné

2011 à Tignes : 
- Vice-Championne de France de Descente

##### Benjamines (moins de 13 ans)
2008 à Châtel : 
- Championne de France de Super G
- Championne de France de Combi-race

### Courses FIS
13 podiums dont :
2 victoires :
- 1re place en Super G le 2 janvier 2017 à Tignes[49].

- 1re place en Super G le 29 janvier 2014 à Méribel[50].